# Mangrullo
Mangrullo és una entitat de població de l'Uruguai, ubicada al nord-est del departament de Cerro Largo.
Es troba a 168 metres sobre el nivell del mar. Té una població aproximada de 30 habitants.